# توب شيف كندا
توب شيف كندا عبارة عن مسلسل تلفزيوني كندي ويعتبر أحد أكثر مسابقات الطهي شهرة في كندا تم عرض العرض لأول مرة في 11 أبريل 2011 على شبكة الغذاء الكندية.    يتكون الموسم الأول من 13 حلقة، مع 16 متسابقًا يتنافسون على جائزة كبرى قدرها 100000 دولار ومطبخ GE Monogram بقيمة 30.000 دولار.  مثل المسلسل الأمريكي الأصلي، يتنافس الطهاة المتسابقون كل أسبوع ضد بعضهم البعض في تحديات الطهي. يتم الحكم على المتسابقين من قبل لجنة من الطهاة المحترفين وغيرهم من الشخصيات البارزة في صناعة الأغذية والنبيذ، مع استبعاد متسابق واحد أو أكثر كل أسبوع. تستخدم النسخة الكندية نفس الرسومات والموسيقى مثل النسخة الأمريكية من البرنامج.
كان الموسم الأول من برنامج توب شيف كندا أحد أكثر برامج فود نيتورك كندا تقييمًا. جددت الشبكة البرنامج للموسم الثاني الذي بدأ بثه في 12 مارس 2012. عاد برنامج توب شيف كندا في عام 2017 بإصدار كل النجوم للموسم الخامس. عاد الموسم السادس من برنامج توب شيف كندا في 8 أبريل 2018 بتشكيلة من 11 طاهٍ من الجيل القادم.

## القضاة والقضاة الضيوف والمظاهر الخاصة

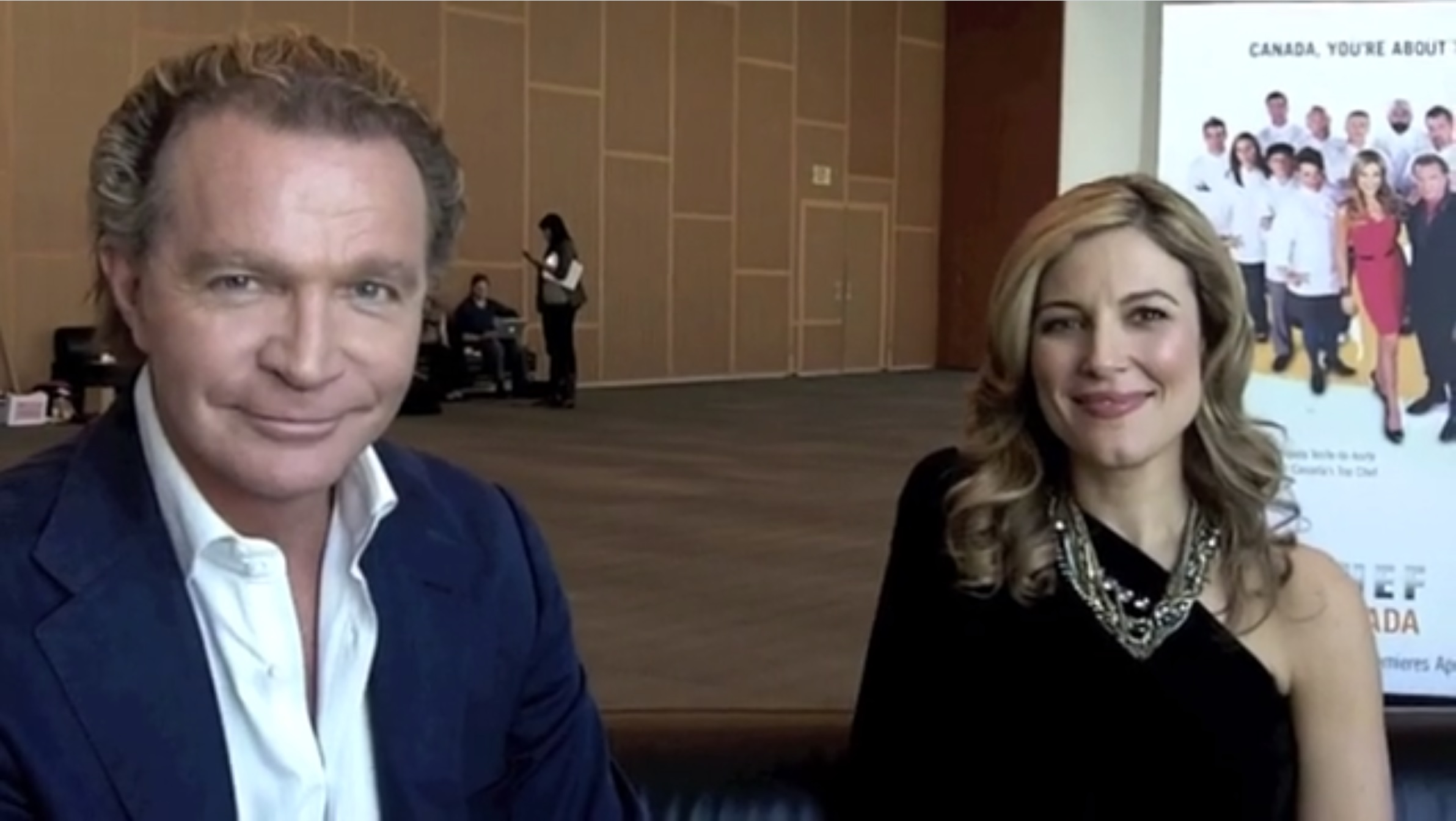
يناقش مارك ماك إيوان وتيا أندروز برنامج توب شيف كندا في عام 2011

كانت ثيا أندروز هي المضيفة للموسم الأول من البرنامج الكندي. بعد ولادة طفلها الثاني، تنحى أندروز عن هذا المنصب. في 15 نوفمبر 2011، أعلنت الممثلة ليزا راي أنها اختيرت كمضيفة.  ابتداء من الموسم الخامس تولى إيدن جرينشبان المولود في تورنتو مهام الاستضافة. تدرب في لو كوردون بلو جرينشبان هو المؤسس المشارك والطاهي التنفيذي في مطعم الشرق الأوسط DEZ في مدينة نيويورك ومضيف عدن يأكل و تسجيل الدخول وتناول الطعام مع عدن جرينشبان على قناة الطبخ.
رئيس لجنة التحكيم هو مارك ماك إيوان، رئيس الطهاة وصاحب العديد من المطاعم في تورنتو، بما في ذلك مطعم ون في يوركفيل و بيمارك في مركز تورنتو دومينيون بالإضافة إلى مضيف برنامج فود نيتورك كندا ذا هيت مع مارك ماك إيوان. استعدادًا لتحديات الإقصاء، يتسوق المتسابقون للمكونات في بقالة McEwan Gourmet الموجودة في المتاجر في Don Mills.
«القاضي المقيم» (المنصب الذي تشغله جيل سيمونز في النسخة الأصلية) هو شيرين أرازم، من مواليد تورنتو وصاحبة العديد من مطاعم لوس أنجلوس في منطقة.
في الموسم 6، سيضم الحكام الضيوف أصحاب الطهاة في مطاعم تورونتو المتميزة، مثل لين كراوفورد (روبي ووتشو)، وسوسور لي (فرينغ، لي)، روب جنتيل (بوكا، بار بوكا) وأليكسندرا فيسويك (دريك ديفونشاير). كبار الشيف كندا الشب العائدين كقضاة ضيوف تشمل ستيف غونزاليس من بارو، داستن غالاغر من 416 سناك بار، فضلا عن كبار الشيف كندا: كل النجوم الفائز، نيكول غوميز من كالغاري كلوك 'ن' الساطور. بالإضافة إلى ذلك، إيفان فونك، طاهي مقرها لوس أنجلوس والمالك المشارك (مع جانيت زوكاريني) من مطعم فيليكس، وداني بوين، رئيس الطهاة المالك لبعثة نيويورك للأغذية الصينية ينضمان كقضاة ضيوف.

## مواسم
| الموسم | الفائز         | عداء (ق)                  | مواعيد الهواء           |
| ------ | -------------- | ------------------------- | ----------------------- |
| 1      | ديل مكاي       | روب روسي                  | 11 أبريل - 4 يوليو 2011 |
| 2      | كارل هاينريش   | تريفور بيرد               | 12 مارس - 28 مايو 2012  |
| 3      | ماثيو ستو      | داني "يبتسم" فرانسيس      | 18 مارس - 10 يونيو 2013 |
| 4      | رينيه رودريغيز | تيري سالموند              | 10 مارس - 12 مايو 2014  |
| 5 1    | نيكول جوميز    | داستن غالاغر              | 2 أبريل - 4 يونيو 2017  |
| 6      | روس لاركن      | مارك سينجسون              | 8 أبريل - 27 مايو 2018  |
| 7      | بول موران      | فيل سكارفوني              | 1 أبريل - 20 مايو 2019  |
| 8      | فرانسيس بليز   | لوسي مورو ستيفاني أوجيلفي | 13 أبريل - 1 يونيو 2020 |

## روابط خارجية
- الموقع الرسمي
- توب شيف كندا  في قاعدة بيانات الأفلام على الإنترنت (بالإنجليزية)